# فیلد مارشال
| درجه‌های ارتش ایران | درجه‌های ارتش ایران | درجه‌های ارتش ایران |
| نیروها             | نیروها             | نیروها             |
| زمینی و هوایی      | دریایی             |                    |
| ------------------ | ------------------ | ------------------ |
| ارتشبد             | دریابد             |                    |
| سپهبد              | دریاسالار          |                    |
| سرلشکر             | دریابان            |                    |
| سرتیپ              | دریادار            |                    |
| سرتیپ دوم          | دریادار دوم        |                    |
| سرهنگ              | ناخدا یکم          |                    |
| سرهنگ دوم          | ناخدا دوم          |                    |
| سرگرد              | ناخدا سوم          |                    |
| سروان              | ناوسروان           |                    |
| ستوان ۳، ۲ و ۱     | ناوبان ۳، ۲ و ۱    |                    |
| استوار ۲ و ۱       | ناواستوار ۲ و ۱    | ناواستوار ۲ و ۱    |
| گروهبان ۳، ۲ و ۱   | مهناوی ۳، ۲ و ۱    | مهناوی ۳، ۲ و ۱    |
| سرجوخه             | سرناوی             | سرناوی             |
| سرباز ۲ و ۱        | ناوی ۲ و ۱         | ناوی ۲ و ۱         |
| سرباز              | ناوی               | ناوی               |

فیلد مارشال (به انگلیسی: Field Marshal) (به آلمانی: Generalfeldmarschall) بالاترین درجه نظامی است که معادل ژنرال ۵ ستاره می‌باشد.
فیلد مارشال یک درجه از ارتشبد (ژنرال چهار ستاره) بالاتر است. در نیروی زمینی ایالات متحده، ژنرال چهار ستاره را «General» و ژنرال پنج ستاره را که معادل فیلد مارشال در نیروی زمینی بریتانیاست، «ژنرالِ نیروی زمینی» می‌نامند. درجهٔ «ژنرال نیروی زمینی» در ایالات متحده در هنگام صلح اعطا نمی‌شود. ژنرال داگلاس مک‌آرتور پس از جنگ جهانی دوم این درجه را دریافت کرد. شکل این درجه در نیروی زمینی ایالات متحده به‌صورت پنج ستاره است، که به‌صورت مدور در کنار هم قرار دارند.
عنوان «فیلدمارشال» از سده شانزدهم در امپراتوری مقدس روم و از سده هجدهم در پروس به‌کار می‌رفته‌است. ورماخت، نیروهای مسلح رایش سوم، یک درجه بالاتر از فیلدمارشال با عنوان رایش‌مارشال هم داشت که منحصراً به هرمان گورینگ، فرمانده لوفت‌وافه، اعطا شد.
در ایران برای این درجه معادلی وجود ندارد؛ بالاترین درجه بر اساس قوانین نیروهای مسلح ارتشبد است.   